# Franz Christophe

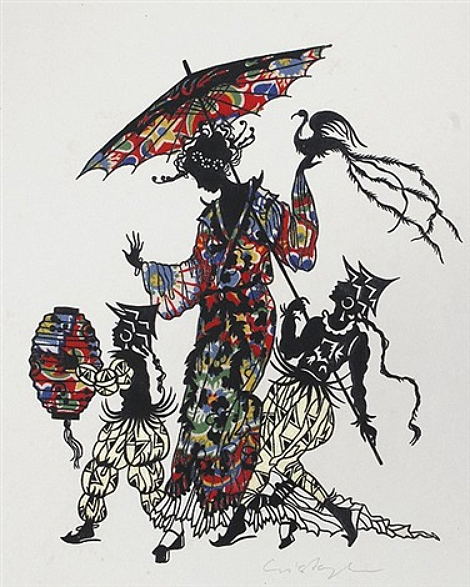
Exotische Prinzessin

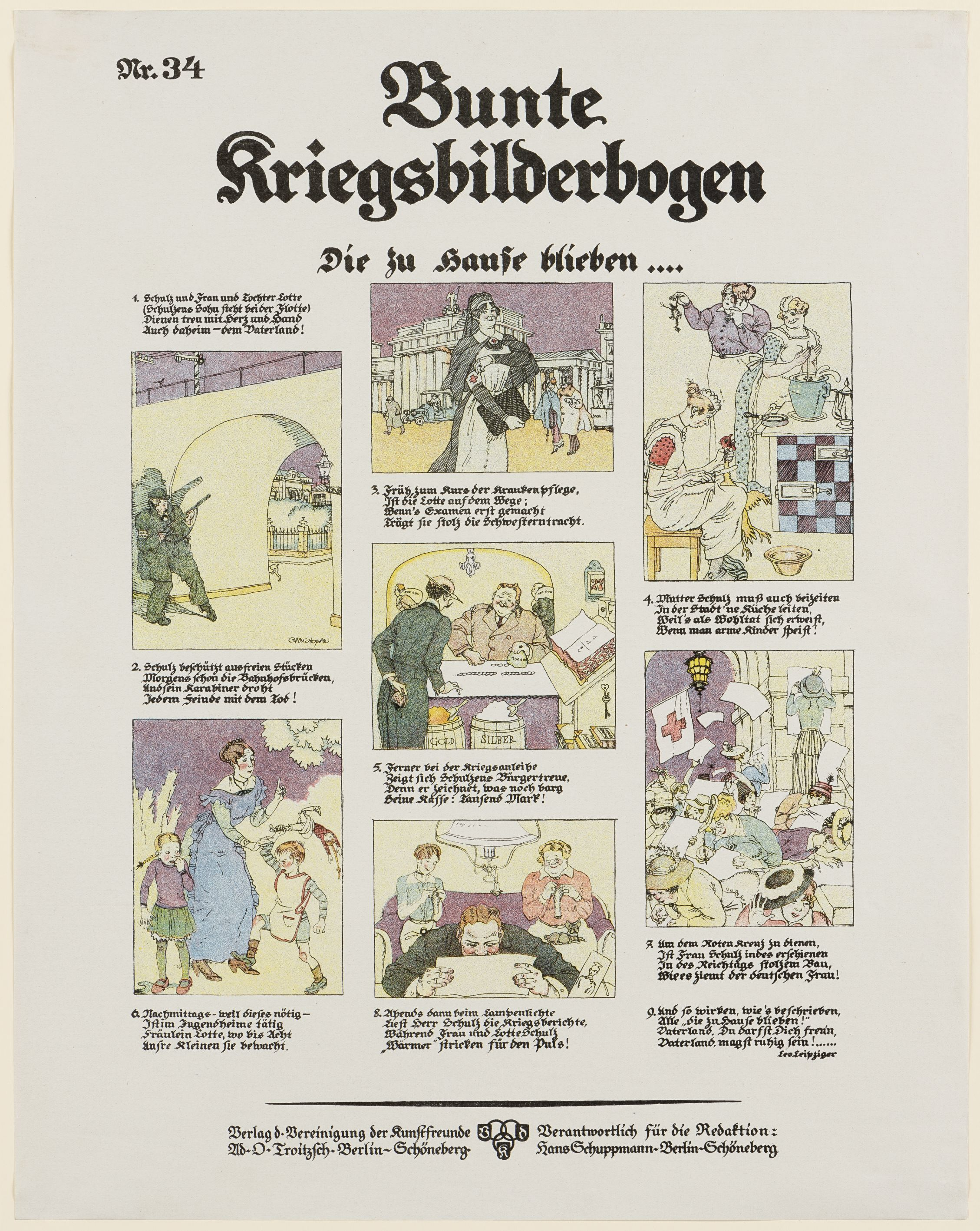
Bunte Kriegsbilderbogen (1914–1918)

Franz Christophe (* 23. September 1875 in Wien; † 31. Januar 1946 in Berlin) war ein deutscher Zeichner und Illustrator. Er benutzte das Monogramm „CHR“.

## Leben
Christophe war als autodidaktischer Zeichner und Illustrator zunächst in München, dann in Berlin tätig. Seine Zeichnungen erschienen in deutschen Zeitschriften, wie „Die Jugend“, „Simplicissimus“, „Das Narrenschiff“, „Lustige Blätter“ und „Der Amethyst“. Er entwarf auch keramische Kleinplastiken. Er illustrierte Bücher und gab grafische Serien heraus. In seinem Schaffen ist der Einfluss von Aubrey Beardsley bemerkbar.
Er wurde Mitglied des Verbandes Deutscher Illustratoren, stellte seine Werke bei der Berliner Secession und auf der Großen Berliner Kunstausstellung aus. Er trat auch als Schauspieler auf.

## Illustrierte Bücher (Auswahl)
- „Der Venuswagen“ – Blühende Gärten des Ostens hrsg. von Franz Blei. 1907
- Franz Blei: Die Puderquaste. Ein Damenbrevier 1912
- Friedrich Wencker-Wildberg: Aber Herr Herzog 1919
- Henry de Kock: Der Mord im Kastanienwäldchen oder Die ereignislose Hochzeitsnacht 1920
- Herman Bang: Exzentrische Novellen 1921
- Moritz Hoffmann: Goldener Anker und Schwarzer Walfisch. Ein Führer durch denkwürdige Gaststätten 1941